# Tuvalus generalguvernører
Dette er en liste over Tuvalus generalguvernører. Generalguvernøren er dronning Elizabeth 2.s repræsentant i landet, og udfører dronningens pligter i hendes fravær.
- Fiatau Penitala Teo (1978–1986)
- Tupua Leupena (1986–1990)
- Toaripi Lauti (1990–1993)
- Tomu Sione (1993–1994)
- Tulaga Manuella (1994–1998)
- Tomasi Puapua (1998–2003)
- Faimalaga Luka (2003–2005)
- Filoimea Telito (2005–2010)
- Iakoba Italeli (2010–)